# Phaonia trimaculata
Phaonia trimaculata ist eine Fliege aus der Unterfamilie der Phaoniinae.

## Aussehen
Adulte Fliegen sind zwischen 5 und 7 mm lang und von stahlblauer Farbe mit braun-schwarzer Zeichnung. Sie ähneln der gewöhnlichen Stubenfliege.
Die Larven sind bis zu 1,2 cm lang und von gelb-weißer Farbe.

## Biologie
Die Larve von Phaonia trimaculata lebt räuberisch (Prädator) von Larven des Großen Rapsstängelrüsslers (Ceutorhynchus napi) und des Gefleckten Kohltriebrüsslers (Ceutorhynchus pallidactylus) in Winter- und Sommerraps, sowie in Rübsen. Zudem wird berichtet, dass sie auch als Räuber der Larven der Kleinen Kohlfliege (Delia radicum) an Kohl und Kohlrüben gelten kann.
Die erwachsenen Fliegen legen ihre Eier in Stängel von Rapspflanzen, die durch den Befall des Großen Rapsstängelrüsslers aufgerissen, bzw. aufgeplatzt sind. Auch Spätfröste können ein Aufplatzen der Stängel begünstigen. Eine Eiablage in unversehrte Rapsstängel ist nicht möglich. Von Ende April bis Ende Mai finden sich die Larven von Phaonia trimaculata in den Rapsstängeln, wo sie sich von den Larven der Stängelschädlinge ernähren. Teilweise bleiben nur die unverdaulichen Kopfkapseln der Larven der Stängelschädlinge im Pflanzenmark zurück. Die Verpuppung der Fliegenlarven findet im Rapsstängel ab Mitte Mai statt. Nach ca. 18 Tagen schlüpfen die erwachsenen Fliegen und verlassen die Rapspflanzen durch die zerborstenen Stängel.